# Stomaphis pini
Stomaphis pini är en insektsart. Stomaphis pini ingår i släktet Stomaphis och familjen långrörsbladlöss. Inga underarter finns listade i Catalogue of Life.